# 史蒂芬·阿若優
史蒂芬·阿若優（英語：Stephen Arroyo，1946年10月6日—），是一位美國作家及占星學家。生於密蘇里州堪薩斯市。

## 經歷
1968年阿若優畢業於加利福尼亞大學戴維斯分校。1972年獲得加州州立大學薩克拉門托分校心理學博士，並取得婚姻、家族及兒童諮商師的執照。
阿若優寫了數本關於心理學取向占星術的書。他的作品在心理和能量方面重塑了占星學的概念，現已翻譯成超過25種語言。

## 獎項
曾獲得英國占星協會的占星獎（British Astrological Association）占星獎（Astrology Prize），加拿大占星家兄弟會國際太陽獎（International Sun Award）和聯合占星大會的Regulus獎。

## 中文譯作
- 《占星‧業力與轉化︰從星盤看你今生的成長功課》(Astrology Karma & Transformation：The Inner Dimensions of the Birth Chart)，2007年，繁體中文版由心靈工坊出版，ISBN 978-986-678-201-5
- 《占星、心理學與四元素：占星諮商的能量途徑》(Astrology, Psychology and The Four Elements: An Energy Approach to Astrology & Its Use in the Counse)，2008年，繁體中文版由心靈工坊出版，ISBN 978-986-678-232-9
- 《阿若優的星盤詮釋指南》(Chart Interpretation Handbook: Guidelines for Understanding Essentials of the Birth Chart)，2014年，木馬出版，ISBN 978-986-359-006-4
- 《人際關係占星學：從星盤看見愛情、性與人際間的契合度》(Person-To-Person Astrology: Energy Factors in Love, Sex & Compatibility)，2018年，繁體中文版由心靈工坊出版，ISBN 978-986-357-126-1